# USS Mustin (DDG-89)
O USS Mustin é um destroyer da classe Arleigh Burke pertencente à Marinha de Guerra dos Estados Unidos. Ele recebeu este nome em honra da família Mustin que, durante gerações, tiveram vários membros notórios na Marinha americana. Mustin foi o primeiro navio de sua classe a ter seus funis (chaminés) construídos submersos, como uma nova medida stealth (camuflagem). Este navio foi o segundo da Marinha dos Estados Unidos a receber este nome, sendo que o outro o contratorpedeiro (DD-413) ficou em serviço durante a Segunda Grande Guerra. Ele atualmente está ancorado no porto de Yokosuka, no Japão.

## Galeria de fotos

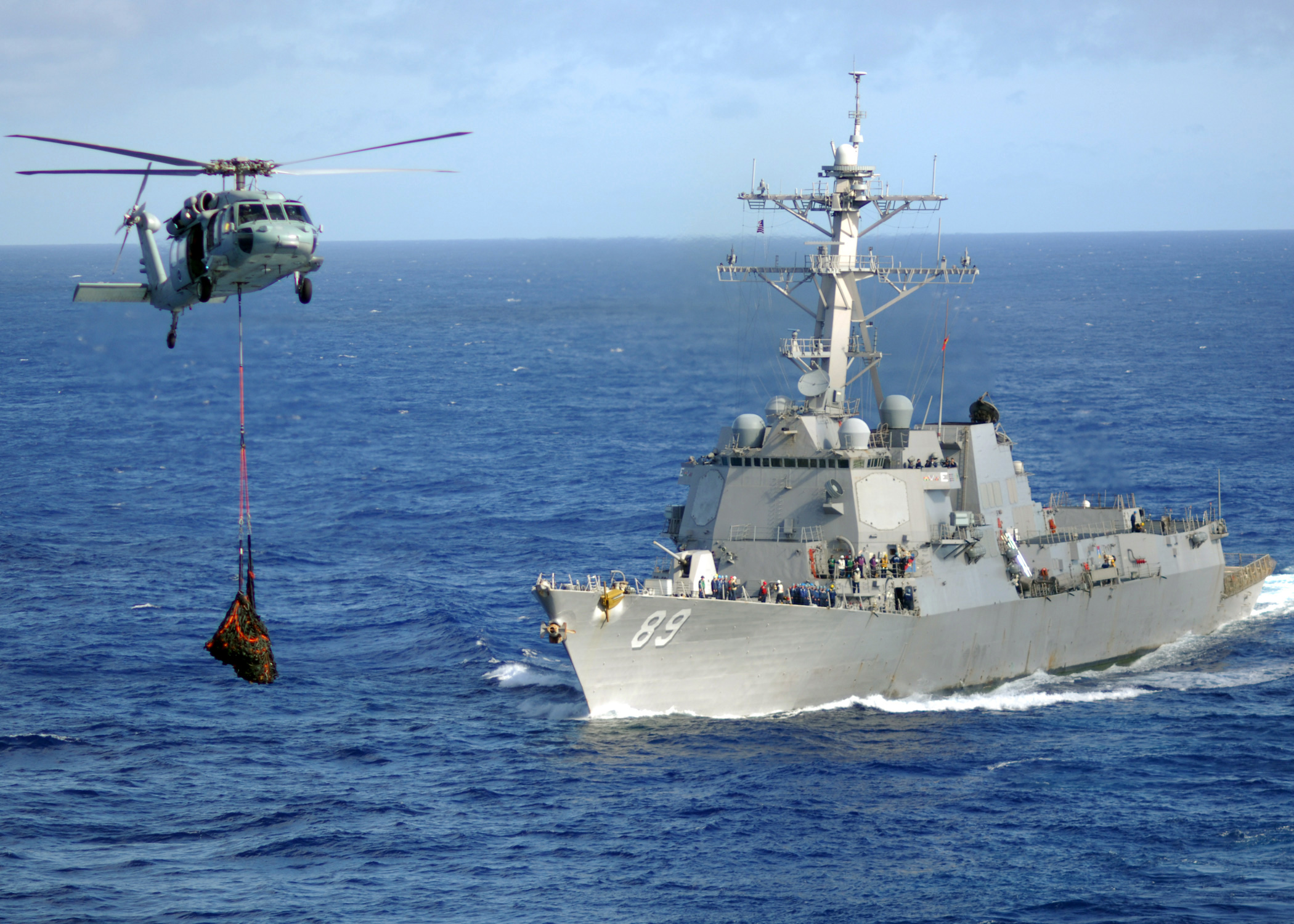
Um SH-60 sobrevoando o USS Mustin durante um exercício militar.
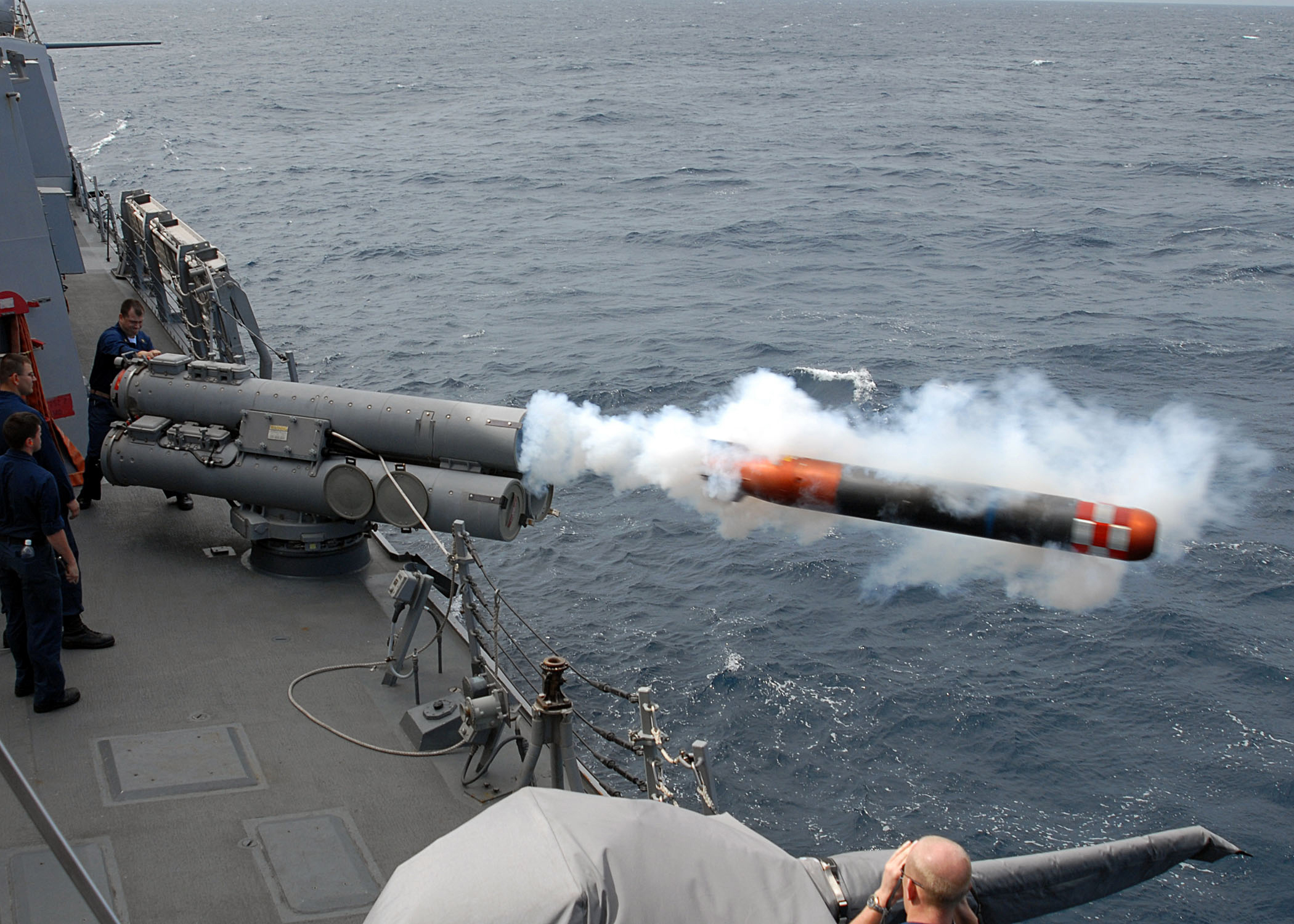
Um torpedo sendo disparado do convés do navio.
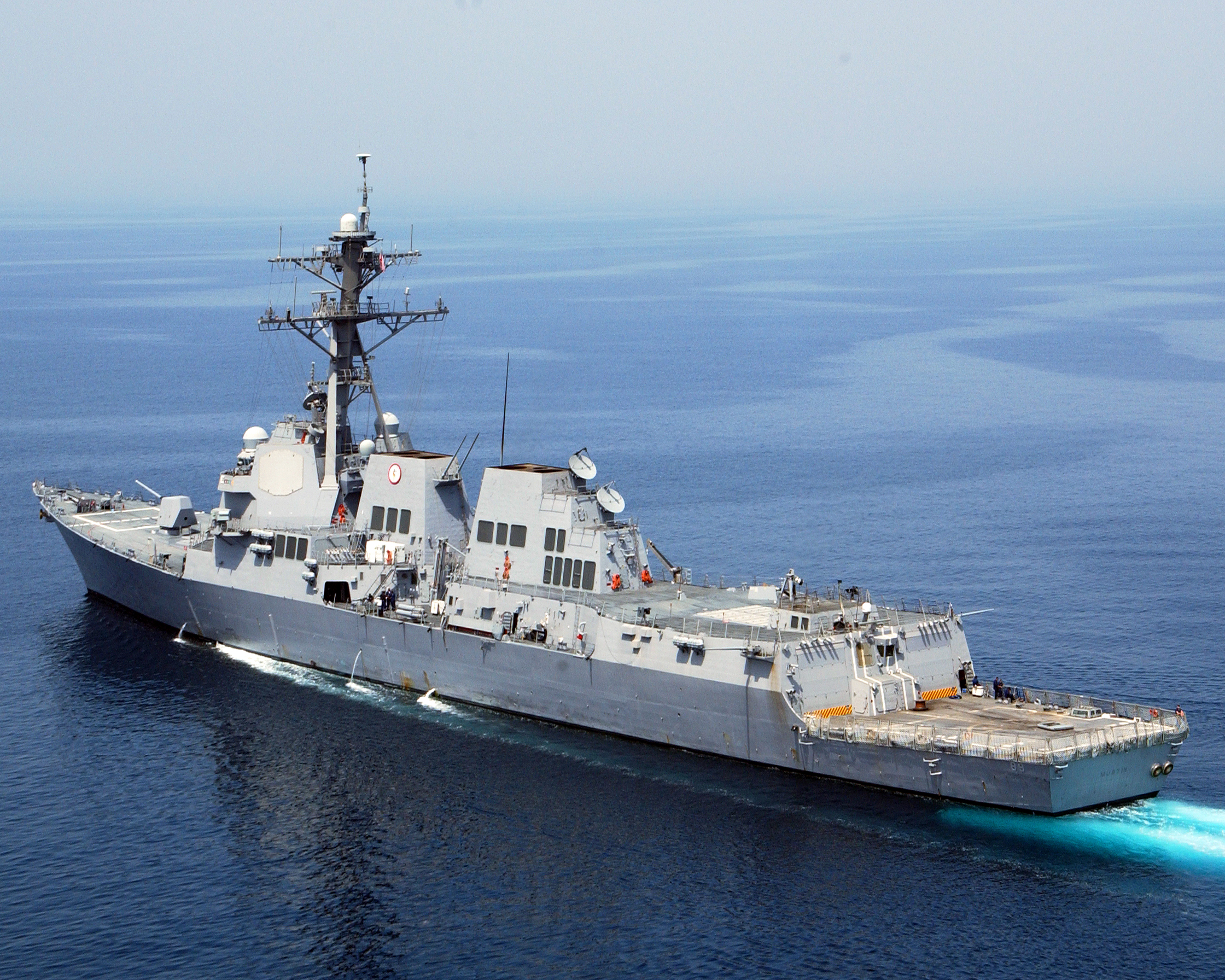
O Mustin em missão de patrulha pelo Golfo Pérsico em 2005.
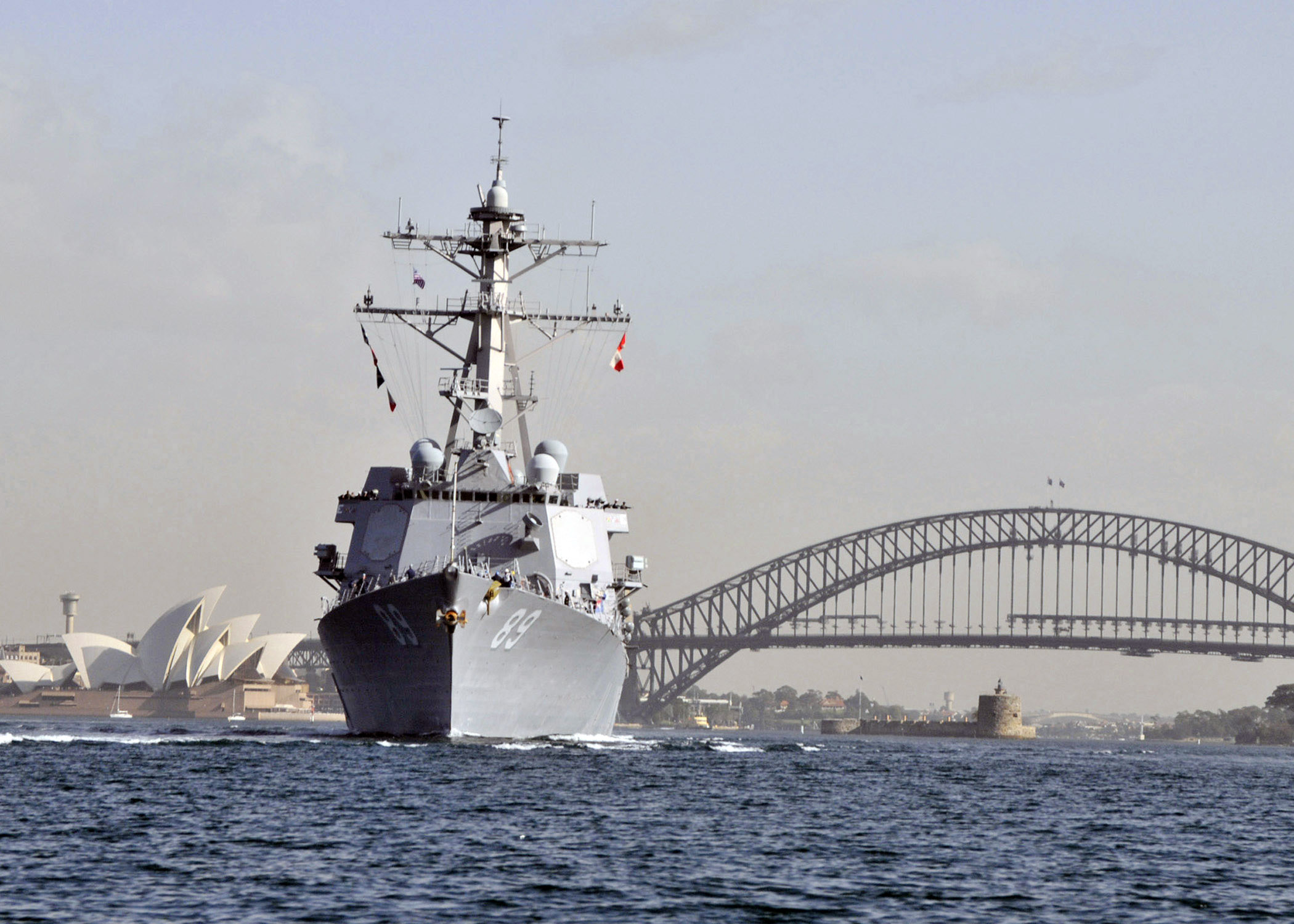
O contratorpedeiro em visita à cidade de Sydney, Austrália.
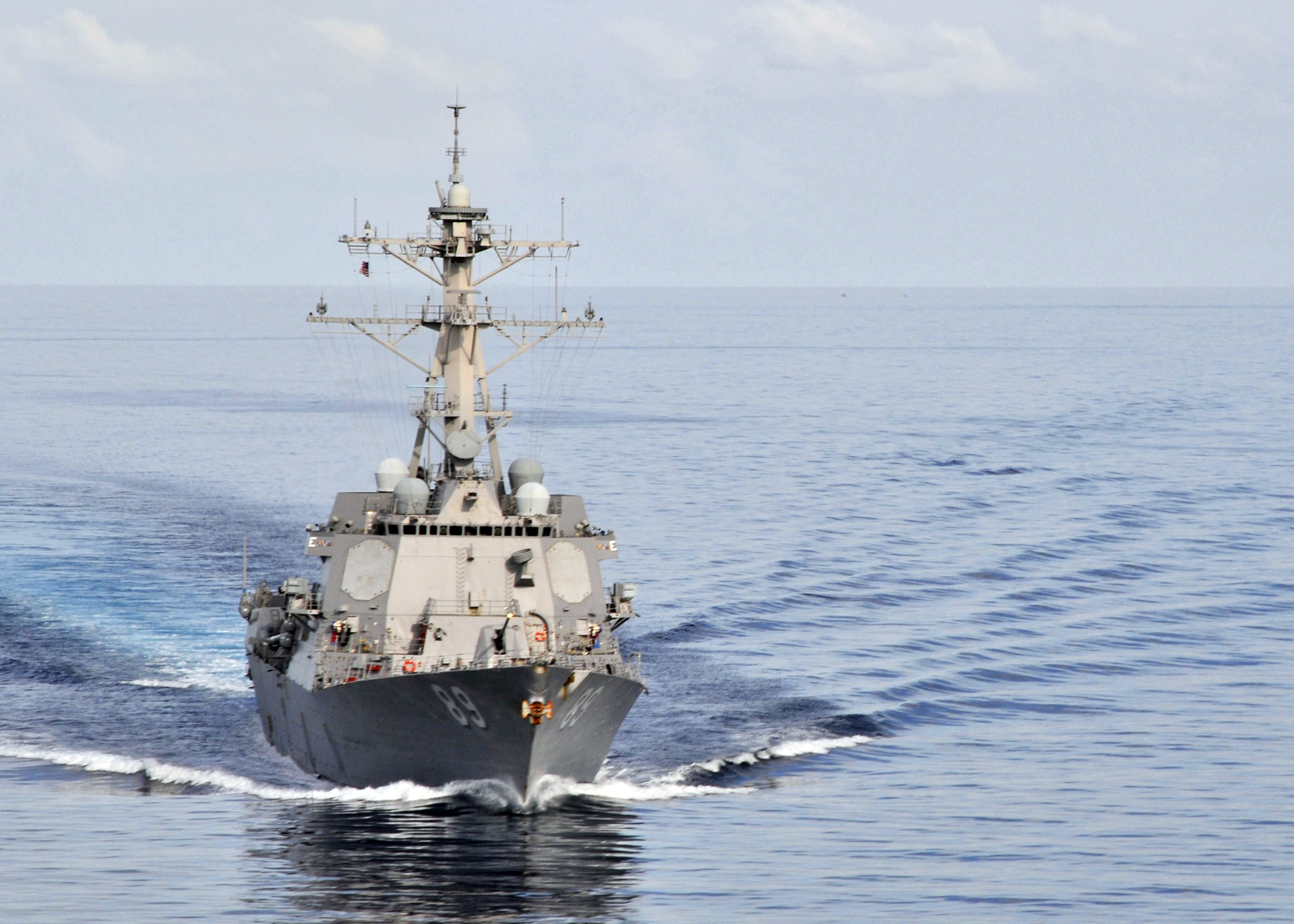
O USS Mustin navegando pelo Oceano Pacífico em 2009.